# El triunfo de Buffalo Bill
El triunfo de Buffalo Bill (título original: Pony Express) es un western de 1953 dirigido por Jerry Hopper y protagonizado por Charlton Heston, Rhonda Fleming, Jan Sterling. 
La película está basado en la vida real del personaje Buffalo Bill.

## Argumento
William Cody, conocido como Buffalo Bill, y su amigo Wild Bill Hickok pretenden poner en marcha el Pony Express, una nueva línea de correos que acercaría California al resto de los estados de la Unión. No obstante, hay oscuros intereses para que la empresa fracase.

## Reparto
| Actor           | Papel             |
| --------------- | ----------------- |
| Charlton Heston | Buffalo Bill Cody |
| Rhonda Fleming  | Evelyn Hastings   |
| Jan Sterling    | Denny Russell     |
| Forrest Tucker  | Wild Bill Hickok  |
| Michael Moore   | Rance Hastings    |
| Porter Hall     | Jim Bridger       |
| Richard Shannon | Red Barrett       |
| Henry Brandon   | Joe Cooper        |

## Producción
La película se filmó en color entre el 30 de junio y el 22 de julio de 1952 en Dixie, Utah, Estados Unidos. También se rodó en otras partes del sur de Utah. Cabe destacar, que también se utilizaron indios para el filme.

## Recepción
A pesar de no recibir muy buenas críticas, esta película le sirvió a Charlton Heston como trampolín para convertirse más tarde en uno de los mitos de la historia de Hollywood a través de películas tan famosas como Ben Hur (1959).
Hoy en día la película ha sido valorada en portales cinematográficos. En IMDb, con unos 1400 votos registrados, el filme obtiene una media ponderada de 5,8 sobre 10. En cuanto a Rotten Tomatoes, los menos de 50 votos registrados le dieron allí una valoración media de 2,8 de 5.